# Афанасий (Федотов)
Епи́скоп Афана́сий (в миру Амвро́сий Феофа́нович Федо́тов; 21 декабря 1877, село Тарбагатай, Верхнеудинский округ, Забайкальская область — 18 апреля 1938, Улан-Удэ) — старообрядческий епископ Иркутско-Амурский и всего Дальнего Востока.
В 2003 году причислен к лику святых Русской православной старообрядческой церкви.

## Биография
Родился в крестьянской семье старообрядцев-семейских Феофана Ивановича и Фёклы Ивановны Федотовых. В семье было трое детей — Амвросий, Марья и Илья. Мать рано умерла и отец женился во второй раз — на Агафье, от которой у него было четверо дочерей — Марья, Елизавета, Анна и Иулиания. В молодости Амвросий Федотов женился на Марье, также происходившей из старообрядческой семьи. У них были две дочери — Екатерина и Анна.
Амвросий Федотов занимался крестьянским трудом и при этом хорошо читал церковные книги, прекрасно пел в церкви. В его житии сказано, что

он любил жизнь. Любил жизнь во всех её благих проявлениях. В воскресный день заходил на гору к осьмиконечному поклонному кресту, что красовался над Тарбагатаем, и пел праздничные стихеры. Пел так, что в селе слышали и говорили: «Во! Наш Абросим поёт!». А ещё он не жалел времени на чтение духовных книг. Мог, живя в селе и имея немалое хозяйство, со своими друзьями зачитываться древними поучительными книгами, сравнивать, сопоставлять, изучать и часами полемизировать о Церкви и вере. Он был «жаден» до духовных знаний. Читал всё, что мог найти по вопросам веры. А когда книги заканчивались, выписывал их с других регионов и даже из-за границы. В его деревенском доме стоял большой шкаф, полностью заполненный церковной литературой.

После императорского указа 1905 года о веротерпимости семья Федотовых и их родственники построили в селе деревянную старообрядческую Знаменскую часовню. Первоначально в ней не было постоянного священника и Амвросий ездил в Новониколаевск (ныне Новосибирск) за беглопоповскими священниками, приглашая их для «разового» совершения богослужений. То есть эти священники ранее принадлежали к Русской православной церкви, но по разным причинам перешли к старообрядцам. Однако вскоре Амвросий разочаровался в их духовных качествах (например, они не строго соблюдали посты) и стал инициатором перехода прихода в юрисдикцию Белокриницкой иерархии.
В июне 1919 года перешёл под омофор Московской архиепископии Белокриницкого согласия. Перешёл границу и добрался до Харбина, где в это время жил в эмиграции епископ Иркутско-Амурский Иосиф (Антипин), который  5 марта 1923 года рукоположил его в священноиерея.
Весной того же года он вернулся в родное село, где служил в храме. В том еж году его жена скончалась, дочери вышли замуж. Сам священноиерей Афанасий создал в своём доме воскресную школу. Много ездил по Бурятии, посещая старообрядцев других сёл, служил в Тарбагатае, Верхнеудинске, Надеино, Куйтуне, Десятниково и в Ягодном близ Щучьего озера, обучал старообрядцев уставу, церковному чтению и крюковому, знаменному пению.
В 1927 году епископ Иосиф скончался в Харбине, два года епархией временно управлял епископ Амфилохий (Журавлёв), а 6 (19) мая 1929 года, по просьбе верующих, Амвросий Федотов по пострижении в иночество с именем Афанасий был рукоположён во епископа Иркутско-Амурского. Хиротонию совершили епископы Амфилохий (Журавлёв) и Тихон (Сухов).
Его епархиальное управление находилась в родном селе Тарбагатае, где к старообрядцам после его епископской хиротонии перешёл единоверческий приход с Никольским храмом, находившийся ранее в юрисдикции Русской православной церкви. Таким образом, в селе старообрядцам принадлежали уже два храма, причём Никольский стал кафедральным. Епископская хиротония привела к оживлению религиозной жизни в близлежащих приходах, но репрессии со стороны властей вскоре привели к массовым арестам церковнослужителей и сокращению количества прихожан — даже крещения и венчания совершались по ночам из опасения репрессий. В 1931 года в числе прочих прихожан подверглись раскулачиванию две дочери епископа Афанасия. В середине 1930 годов у него был изъят дом, были закрыты старообрядческие храмы в Тарбагатае.
Понимая неизбежность ареста, владыка раздавал молодым старообрядческим семьям личные вещи и предметы обихода. В то же время он предпринял меры для того, чтобы спасти церковное имущество — иконы, книги и утварь: епископ тайно по ночам перевозил их на телеге в лесную пещеру, находившуюся в 10—15 км от села. Только в 1950-е годы местный охотник случайно нашёл церковное имущество и сообщил о нём властям, которые вывезли ценности на двух грузовых машинах в Тарбагатай и свалили во дворе районного отделения милиции. По одним данным, иконы и книги разобрали верующие, по другим они были увезены в запасник исторического музея в Улан-Удэ.
В середине 1930-х годов по распоряжению властей у епископа отобрали дом (он переехал жить к родственникам), а Знаменская часовня была разобрана. Но он продолжал служить в Никольском храме.
20 октября 1937 года епископ причастил на дому больную девочку и в тот же вечер был арестован сотрудниками НКВД, обвинившими его в «незаконной религиозной деятельности». После этого церковь была закрыта. Епископ около полугода провёл в заключении в Улан-Удэ. Ему предлагали освобождение из-под стражи и даже помощь в карьере в случае отказа от сана и сотрудничества с НКВД, однако владыка Афанасий ответил отказом. Виновным себя не признал, несмотря на пытки: на допросах ему жгли бороду и усы, тушили о лицо папиросы, но он ответил следователям: «С моим телом вы можете делать всё, что хотите, с душой моей вам ничего не удастся сделать».
Священник Анания Кушнарёв написал о последних днях епископа Афанасия: «…только в 1938-м году в тюрьме мы с ним сумели переговорить через трубу, он успел передать мне про свои подвиги и мучения и пророчески произнес про себя, что более быть на свободе не придется, так и получилось. И по сие время неизвестно о его судьбе».
16 марта 1938 года епископ Афанасий был приговорён к расстрелу по статьям 58-10 и 58-11 Уголовного кодекса за контрреволюционную агитацию и пропаганду. Приговор приведён в исполнение 18 апреля 1938 года. Место захоронения неизвестно.

## Канонизация, почитание и увековечивание памяти
С 2001 года почитался старообрядцами Забайкалья как местночтимый святой.
20 июля 2002 года в селе Тарбагатай у входа в районную больницу, на месте которой стоял Никольский храм, в котором служил епископ Афанасий, была открыта мемориальная доска: «Здесь до 1937 года находился Старообрядческий храм, в котором служил святой священномученик Афанасий, епископ Иркутско-Амурский (Федотов А. Ф.) (1879—1938), пострадавший за веру Христову». По постановлению правительства Бурятии на доме епископа в Тарбагатае также была установлена мемориальная доска.
В 2003 году на Освящённом соборе Русской православной старообрядческой церкви епископ Афанасий был причислен к лику святых в числе всех священномучеников и исповедников, за веру Христову от безбожия пострадавших. Было издано житие, написана икона.
В 2011 году в Тарбагатае был установлен поклонный крест в память священномученика епископа Афанасия, в сентябре 2015 года открыт мемориал всем старообрядцам, пострадавшим за веру Христову. 16 марта 2017 года открыт музей епископа Афанасия.